# Kabinett Marschler
Das Kabinett Marschler bildete die Staatsregierung von Thüringen vom 8. Mai 1933 bis 1945.

## Mitglieder
| Amt               | Name                           | Bild | Partei | Partei |
| ----------------- | ------------------------------ | ---- | ------ | ------ |
| Ministerpräsident | Willy Marschler                |      |        | NSDAP  |
| Finanzen          | Willy Marschler                |      |        | NSDAP  |
| Wirtschaft        | Willy Marschler                |      |        | NSDAP  |
| Inneres           | Fritz Wächtler bis Ende 1935   |      |        | NSDAP  |
| Justiz            | Otto Weber                     |      |        | NSDAP  |
| Volksbildung      | Fritz Wächtler bis Januar 1936 |      |        | NSDAP  |
| Volksbildung      | Willy Marschler ab Januar 1936 |      |        | NSDAP  |
| Staatsräte        | Erich W. Mackeldey             |      |        | NSDAP  |
| Staatsräte        | Johannes Meister               |      |        | NSDAP  |
| Staatsräte        | Paul Junghanns                 |      |        | NSDAP  |
| Staatsräte        | Gustav Zunkel                  |      |        | NSDAP  |